# Diocèse de Ciudad del Este
Le diocèse de Ciudad del Este (en latin : Dioecesis Urbis Orientalis ; en espagnol : Diócesis de Ciudad del Este) est un diocèse de l'Église catholique du Paraguay suffragant de l'archidiocèse d'Asuncion.

## Territoire

Diocèse de Ciudad del Este

Il comprend les départements d'Alto Paraná et de Canindeyú ce qui correspond a un territoire de 29 562 km divisé en 50 paroisses. Le siège épiscopal est dans la ville de Ciudad del Este où se trouve la cathédrale Saint-Blaise.

## Histoire
La ville de Ciudad del Este est fondée en 1957. les hauts plateaux sont alors surtout peuplés de tribus amérindiennes. Les missionnaires sillonnent la région surtout depuis la fin du XIXe siècle, en particulier les missionnaires du Verbe-Divin, les salésiens et les rédemptoristes. Il y a un certain nombre de missionnaires allemands.
Par la constitution apostolique Nulla nos Evangelii du 25 mars 1968 émise par le pape Paul VI, la  prélature territoriale d'Encarnación et Alto Paraná est divisée en deux donnant naissance à la prélature territoriale d'Alto Paraná et à la prélature territoriale d'Encarnación (aujourd'hui diocèse d'Encarnación).
La prélature territoriale d'Alto Paraná est élevée au rang de diocèse le 10 juillet 1993 par la constitution apostolique Magna quidem du pape Jean-Paul IIet prend son nom actuel le 3 février 2001. 
Un nouveau séminaire, le séminaire Saint-Joseph (de formation traditionnelle), est ouvert en 2004 formant des prêtres dans tout le pays en plus du séminaire national d'Asunción. Dès lors la majorité des prêtres du pays qui sont ordonnés tous les ans (plus d'une quinzaine) sort de ce séminaire.

## Évêques
évêques d'Alto Paraná
- Francisco Cedzich, S.V.D (11 mai 1968 - 23 décembre 1971)
- Augustín Van Aaken, S.V.D (25 juillet 1972 - 19 avril 1990)
- Eustaquio Pastor Cuquejo Verga, C.Ss.R (19 avril 1990 - 5 mai 1992) nommé évêque de l'Ordinariat militaire du Paraguay
- Oscar Páez Garcete, (10 juillet 1993 - 5 février 2000)

évêques de Ciudad del Este
- Ignacio Gogorza Izaguirre, S.C.J (3 février 2001 - 12 juillet 2004) nommé évêque d'Encarnación
- Rogelio Ricardo Livieres Plano, Opus Dei (12 juillet 2004 - 25 septembre 2014) révoqué
  - Ricardo Jorge Valenzuela Ríos, 2014 (administrateur apostolique)
- Wilhelm Steckling, O.M.I (15 novembre 2014 -)